# Patinação artística no Festival Olímpico Europeu da Juventude de Inverno de 1999
As competições de patinação artística no Festival Olímpico Europeu da Juventude de Inverno de 1999 foram disputadas em Poprad-Tatry, Eslováquia, entre 6 de março e 12 de março de 1999.

## Medalhistas
| Evento                          | Ouro                                          | Prata                                             | Bronze                                     | Ref.  |
| ------------------------------- | --------------------------------------------- | ------------------------------------------------- | ------------------------------------------ | ----- |
| Individual masculino (detalhes) | Stanislav Timchenko · Rússia                  | Stéphane Lambiel · Suíça                          | Kristoffer Berntsson · Suécia              | [ 1 ] |
| Individual feminino (detalhes)  | Tamara Dorofejev · Hungria                    | Sarah Meier · Suíça                               | Svetlana Chernishova · Rússia              | [ 1 ] |
| Dança no gelo (detalhes)        | Anastasia Litvinenko · Maxim Bolotin · Rússia | Viktoria Polzykina · Alexander Shakalov · Polônia | Myriam Trividic · Aurelien Geraud · França | [ 1 ] |

## Resultados

### Individual masculino
| Pos.              | Nome                 | Nacionalidade    | Pontos | PC | PL |
| ----------------- | -------------------- | ---------------- | ------ | -- | -- |
| Medalha de ouro   | Stanislav Timchenko  | Rússia           | 1.5    | 1  | 1  |
| Medalha de prata  | Stéphane Lambiel     | Suíça            | 3.5    | 3  | 2  |
| Medalha de bronze | Kristoffer Berntsson | Suécia           | 5.5    | 5  | 3  |
| 4                 | Michael Lubojanski   | Alemanha         | 6.0    | 4  | 4  |
| 5                 | Maxime Duchemin      | França           | 8.0    | 6  | 5  |
| 6                 | Alan Street          | Reino Unido      | 8.0    | 2  | 7  |
| 7                 | Gregor Urbas         | Eslovênia        | 10.0   | 8  | 6  |
| 8                 | Konstantin Tupikov   | Ucrânia          | 13.0   | 10 | 8  |
| 9                 | Maurice Lim          | Países Baixos    | 13.5   | 9  | 9  |
| 10                | Igor Rolinski        | Bielorrússia     | 14.5   | 7  | 11 |
| 11                | Lukas Kuzmiak        | Eslováquia       | 15.5   | 11 | 10 |
| 12                | Daniel D'Inca        | Itália           | 18.5   | 13 | 12 |
| 13                | Aidas Reklys         | Lituânia         | 22.0   | 14 | 15 |
| 14                | Michal Matloch       | República Tcheca | 22.5   | 19 | 13 |
| 15                | Sergei Kotov         | Israel           | 23.0   | 18 | 14 |
| 16                | Aleksei Saks         | Estônia          | 24.0   | 12 | 18 |
| 17                | Tayfun Anar          | Turquia          | 24.5   | 17 | 16 |
| 18                | Dmitrijs Kass        | Letônia          | 24.5   | 15 | 17 |
| 19                | Miguel Ballesteros   | Espanha          | 27.0   | 16 | 19 |
| 20                | Panagiotis Zoidis    | Grécia           | 30.0   | 20 | 20 |
| 21                | Vahe Ghazaryan       | Azerbaijão       | 31.5   | 21 | 21 |

### Individual feminino
| Pos.              | Nome                    | Nacionalidade    | Pontos | PC | PL |
| ----------------- | ----------------------- | ---------------- | ------ | -- | -- |
| Medalha de ouro   | Tamara Dorofejev        | Hungria          | 1.5    | 1  | 1  |
| Medalha de prata  | Sarah Meier             | Suíça            | 3.0    | 2  | 2  |
| Medalha de bronze | Svetlana Chernishova    | Rússia           | 5.5    | 5  | 3  |
| 4                 | Mikkeline Kierkgaard    | Dinamarca        | 5.5    | 3  | 4  |
| 5                 | Susanna Pöykiö          | Finlândia        | 8.0    | 4  | 6  |
| 6                 | Svetlana Pilipenko      | Ucrânia          | 10.5   | 7  | 7  |
| 7                 | Susanne Stadlmüller     | Alemanha         | 11.0   | 6  | 8  |
| 8                 | Åsa Persson             | Suécia           | 12.0   | 14 | 5  |
| 9                 | Iwona Szczepka          | Polônia          | 13.0   | 8  | 9  |
| 10                | Christelle Miro         | França           | 16.0   | 12 | 10 |
| 11                | Roxana Luca             | Romênia          | 16.0   | 10 | 11 |
| 12                | Vikky Hodges            | Alemanha         | 19.5   | 11 | 14 |
| 13                | Jessica Lim             | Países Baixos    | 20.0   | 16 | 12 |
| 14                | Ellen Mareels           | Bélgica          | 22.5   | 15 | 15 |
| 15                | Eva Chudá               | República Tcheca | 24.0   | 22 | 13 |
| 16                | Viktoryija Dzirko       | Bielorrússia     | 24.5   | 13 | 18 |
| 17                | Diana Janoštáková       | Eslováquia       | 25.0   | 18 | 16 |
| 18                | Idora Hegel             | Croácia          | 26.5   | 9  | 22 |
| 19                | Valentina Galfrascoli   | Itália           | 27.5   | 21 | 17 |
| 20                | Jubilee Jenna Mandl     | Áustria          | 28.5   | 17 | 19 |
| 21                | Urška Kordič            | Eslovênia        | 31.5   | 23 | 20 |
| 22                | Ksenija Jastsenjski     | Iugoslávia       | 33.5   | 19 | 24 |
| 23                | Dominyka Valiukevičiūtė | Lituânia         | 34.5   | 27 | 21 |
| 24                | Jenifer Tena            | Espanha          | 35.0   | 24 | 23 |
| 25                | Maria Levitan           | Estônia          | 36.0   | 20 | 26 |
| 26                | Konstantina Livanou     | Grécia           | 37.5   | 25 | 25 |
| 27                | Alexandra Petuško       | Letônia          | 40.0   | 26 | 27 |
| 28                | Zeynep Ozen Perva       | Turquia          | 42.0   | 28 | 28 |

### Dança no gelo
| Pos.              | Nome                                    | Nacionalidade        | Pontos | DC1 | DC2 | DO | DL |
| ----------------- | --------------------------------------- | -------------------- | ------ | --- | --- | -- | -- |
| Medalha de ouro   | Anastasia Litvinenko / Maxim Bolotin    | Rússia               | 2.0    | 1   | 1   | 1  | 1  |
| Medalha de prata  | Viktoria Polzykina / Alexander Shakalov | Ucrânia              | 4.4    | 3   | 3   | 2  | 2  |
| Medalha de bronze | Myriam Trividic / Aurelien Geraud       | França               | 5.6    | 2   | 2   | 3  | 3  |
| 4                 | Nóra Hoffmann / Attila Elek             | Hungria              | 8.0    | 4   | 4   | 4  | 4  |
| 5                 | Lucie Kadlčáková / Hynek Bílek          | República Tcheca     | 10.0   | 5   | 5   | 5  | 5  |
| 6                 | Agata Rosłońska / Michał Tomaszewski    | Polônia              | 12.2   | 7   | 6   | 6  | 6  |
| 7                 | Ilaria Webster / Frederico Finazzi      | Itália               | 14.2   | 8   | 7   | 7  | 7  |
| 8                 | Kerrie Brown / David Hartley            | Reino Unido          | 16.4   | 9   | 9   | 8  | 8  |
| 9                 | Christina Beier / William Beier         | Alemanha             | 17.2   | 6   | 8   | 9  | 9  |
| 10                | Marina Galić / David Beznar             | Bósnia e Herzegovina | 20.0   | 10  | 10  | 10 | 10 |

## Quadro de medalhas
| Ordem | País    | Medalha de ouro | Medalha de prata | Medalha de bronze |   | Ordem por total |
| ----- | ------- | --------------- | ---------------- | ----------------- | - | --------------- |
| 1     | Rússia  | 2               |                  | 1                 | 3 | 1               |
| 2     | Hungria | 1               |                  |                   | 1 | 3               |
| 3     | Suíça   |                 | 2                |                   | 2 | 2               |
| 4     | Polônia |                 | 1                |                   | 1 | 3               |
| 5     | França  |                 |                  | 1                 | 1 | 3               |
| 5     | Suécia  |                 |                  | 1                 | 1 | 3               |
| TOTAL | TOTAL   | 3               | 3                | 3                 | 9 | —               |